# Vaqueiros de alzada

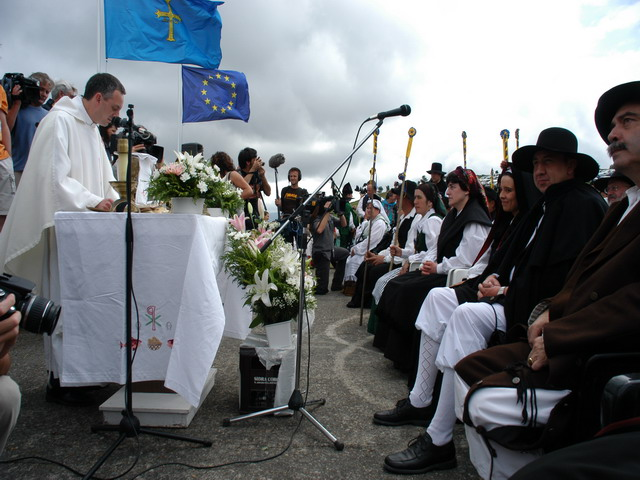
Boda vaqueira.

Los vaqueiros de alzada son un grupo étnico cultural de Asturias, cuyos orígenes ancestrales aún son motivo de estudio. Su principal actividad es la ganadería, que realizan según el modelo de explotación particular mediante una trashumancia estacional. En el mes de mayo, la familia vaqueira deja el pueblo de invierno y se desplaza, junto a su ganado, a las brañas y los pueblos de verano, en las zonas de pasto de los puertos de montaña, donde permanecen hasta el mes de octubre. Con la llegada del frío del invierno, regresan con su ganado y enseres a los pueblos de invierno.
Tradicionalmente, los vaqueiros de alzada se emparentaban entre ellos, desarrollando una cultura y un folklore muy particular y original, de orígenes ancestrales y transmitido entre generaciones, que ha llegado a nuestros días prácticamente inalterado. Por este motivo son considerados un grupo social.
Los vaqueiros de alzada constituyen una de las culturas vivas más importantes de Asturias por su inalterable variación a lo largo de los siglos, pese a las discriminaciones sufridas por las comunidades y los "xaldos" (denominación que usaban los vaqueiros para referirse a la población asentada en las zonas agrícolas de Asturias desde la Edad Media). 
Los vaqueiros se extienden por una parte del occidente de Asturias. En la actualidad se los reconoce por sus apellidos Acebedo, Acero, Ardura, Barrero, Berdasco, Verdasco, Boto, Calzón, Lorences, Redruello, Tronco, Gayo, Feito, Gancedo, Barreiro, Parrondo, Riesgo o Freije, entre otros.

## Trashumancia
Los vaqueiros rigen su vida y costumbres en comunión con la naturaleza. En el mes de mayo, las familias subían con el ganado hasta las montañas del interior en busca de frescos prados, para regresar de cara al invierno a las brañas más próximas a la costa, donde las comunidades vaqueras desarrollaban sus actividades. Hay dos fechas que marcan el inicio y fin de la alzada: San Miguel de mayo y San Miguel de septiembre. Llegada esta fecha, los vaqueiros regresan de las altas montañas del interior a las zonas bajas junto a la costa.
La revolución de los transportes ha afectado a este viaje entre las brañas, que ahora se realiza con medios motorizados, subiendo y bajando el ganado y los enseres con camiones, en vez de formar aquellas procesiones en las que antaño las familias enteras con sus enseres practicaban la trashumancia.
Gaspar Melchor de Jovellanos definió a los habitantes de las brañas como “vaqueiros” porque vivían de la cría de ganado vacuno, y “de alzada” porque su asiento no es fijo, sino que “alzan” su morada y residencia para emigrar anualmente, al llegar la primavera, con sus familias y ganados a los altos pastos.

## Boda vaquera
La boda vaquera es un acto que se celebra en el alto de Aristébano situado entre los concejos de Valdés y Tineo. Esta fiesta consiste en el enlace de una pareja por el rito vaqueiro. La pareja sale del pueblo junto con los vaqueiros de honor, grupos de danza tradicional y la cama nupcial.
En la explanada se celebra la misa en que se casan. 
Por la tarde se efectúan danzas vaqueras y se entregan los galardones de vaqueiros de honor además de la entrega de la dote a los novios.

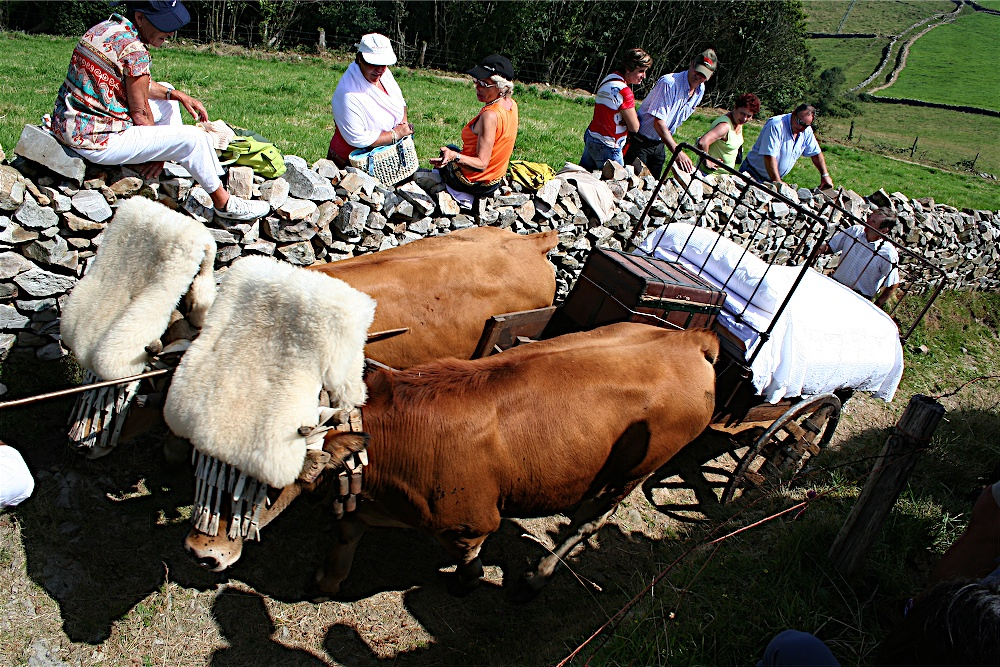
La cama en el trayecto a la ceremonia.
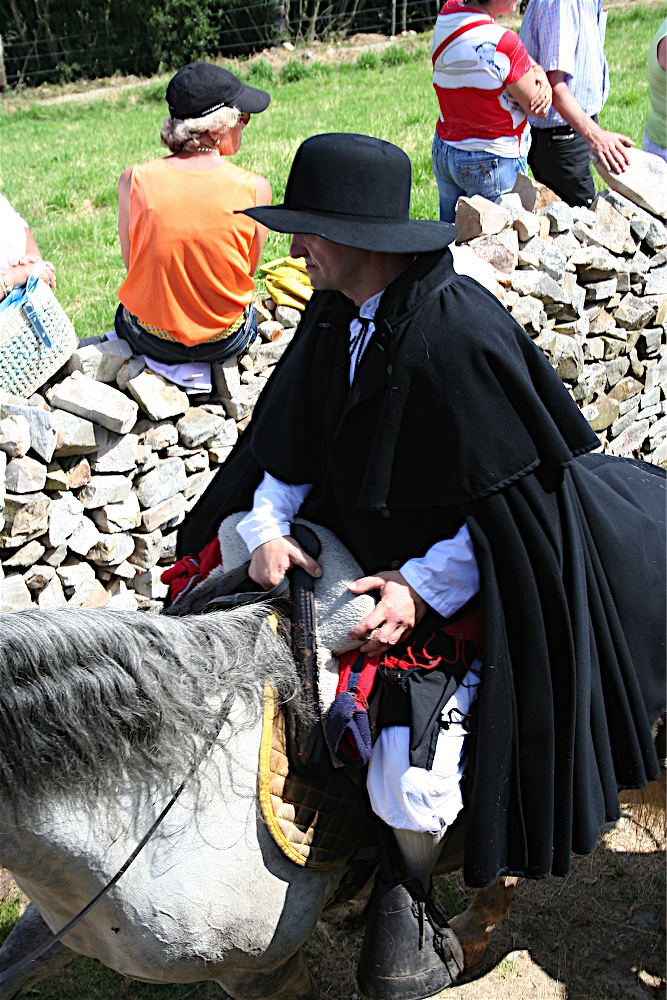
Novio vaqueiro
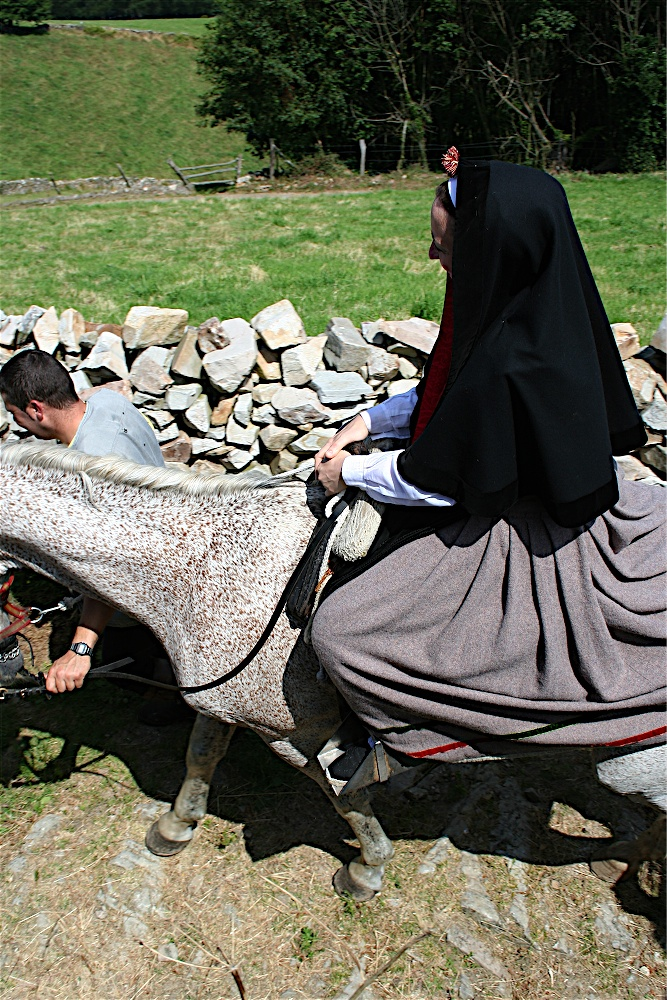
Novia vaquera
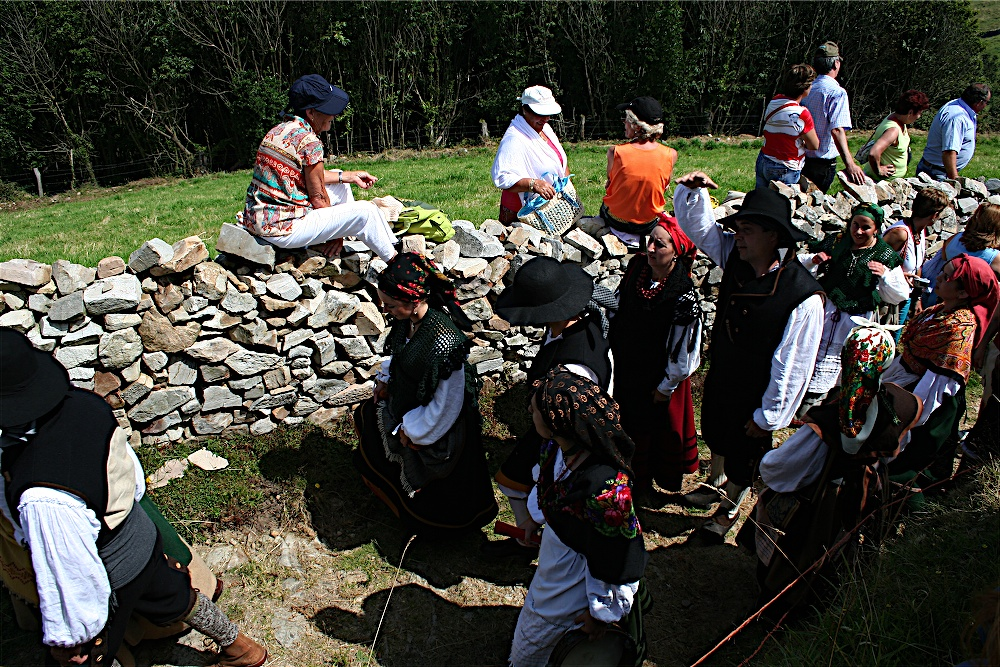
Grupos tradicionales de danza como séquito vaqueiro.